# IFK Värnamo
Maillots
Dernière mise à jour : 24 février 2025.
Le IFK Värnamo est un club suédois de football basé à Värnamo. 
Le club a notamment formé Jonas Thern, capitaine de l'équipe de Suède lors de la Coupe du monde 1994, qui a ensuite entraîné le club à deux reprises, en 2000 et en 2010. 
Le club joue en première division depuis la saison 2022.

## Histoire
L'IFK Värnamo est fondé en 1912.
Le club joue pour la première fois en Superettan en 2011 et se maintient à l'issue de la saison en terminant 13e du classement. Après être resté huit ans en deuxième division, l'IFK Värnamo est relégué en Division 1 Södra. La saison suivante, le club est champion de cette division et fait son retour en Superettan. Värnamo accède à l'Allsvenskan pour la première fois de son histoire après avoir terminé champion de Superettan en 2021. Il débute ainsi en première division lors de la saison 2022.

## Palmarès
- Superettan
  - Champion : 2021

## Anciens joueurs
- Mohamed Bangura
- Niklas Hult
- Patrik Ingelsten
- Michael Svensson
- Jonas Thern